# اوکیمی
اوکیمی (大王) دایئو، یا «آمه نو شیتا سیروشیمسو اوکیمی» (治天下大王، «Chi Tenka Daiō» ) یا پادشاه بزرگ یاماتو، عنوان رئیس پادشاهی یاماتو یا فرمانروای مطلق عنوان Wakoku (ژاپن قدیم) بود. این اصطلاح از دوره کوفون تا دوره آسوکا در تاریخ ژاپن استفاده می‌شد.